# 682
| [ Edytuj tabelę ]          |                                   |
| Cesarz Bizancjum           | - 668 Konstantyn IV 685           |
| Chan Bułgarii              | - 681 Asparuch 701                |
| Cesarz Chin                | - 649 Tang Gaozong 683            |
| Król Essexu                | - 664 Sighere 683 - 664 Sebbi 694 |
| Król Franków               | - 679 Teuderyk III 691            |
| Cesarz Japonii             | - 673 Tenmu 686                   |
| Kalif                      | - 680 Jazid I 683                 |
| Król Kentu                 | - 673 Hlothere 685                |
| Patriarcha Konstantynopola | - 679 Jerzy I 686                 |
| Król Longobardów           | - 671 Perktarit 688               |
| Król Mercji                | - 675 Ethelred I 704              |
| Król Nortumbrii            | - 670 Egfryt 685                  |
| Papież                     | - 682 Leon II 683                 |
| Król Wizygotów             | - 680 Erwig 687                   |

Rok 682 / DCLXXXII
stulecia: VI wiek ~
VII wiek ~
VIII wiek

lata: 672 «
677 «
678 «
679 «
680 «
681 «
682
» 683
» 684
» 685
» 686
» 687
» 692

## Wydarzenia
- 17 sierpnia – Leon II został wybrany papieżem.